# Tipula (Lunatipula) ornithogona
Tipula (Lunatipula) ornithogona is een tweevleugelige uit de familie langpootmuggen (Tipulidae). De soort komt voor in het Palearctisch gebied.